# Aleidis van Bourgondië
Aleidis van Bourgondië (Leuven, 1233 — aldaar, 23 oktober 1273) was een dochter van Hugo IV van Bourgondië en diens eerste echtgenote Yolande van Dreux, dochter van Robert III van Dreux. In 1251 trouwde zij met hertog Hendrik III van Brabant en schonk het leven aan:
- Hendrik IV (1251-1272)
- Jan I (1253-1294)
- Godfried van Brabant (-1302), heer van Aarschot, gesneuveld in de Guldensporenslag
- Maria (1254-1321), gehuwd met Filips III van Frankrijk.

Na het overlijden van haar gemaal in 1261, werd hij opgevolgd door zijn zwakbegaafde zoon Hendrik IV. Aleidis was voogd over haar kinderen en oefende het regentschap uit, tot haar tweede zoon Jan in 1267 hertog werd. Ze deed dit ondanks de tegenstand van Otto II van Gelre, Hendrik I van Hessen en Hendrik van Leuven-Gaasbeek. De avonturenroman op rijm Sone de Nansay zou op haar verzoek zijn geschreven ter lering van Jan.
De hertogin-weduwe stichtte de priorij Hertoginnedal in de vallei van de Woluwebeek (1262) op een plaats waar het kasteel Hertoginnedal nog steeds aan haar herinnert. In het klooster verbleef de eerste religieuze vrouwengemeenschap van de Nederlanden die de regels van de heilige Dominicus Guzmán volgde. Ook de Predikherenkerk van Leuven genoot haar patronage.

## Vragen aan Thomas van Aquino
Beroemd zijn haar vragen aan Thomas van Aquino over enkele beschikkingen uit het testament van de overleden hertog. Hendrik had de uitdrijving bevolen van de joden en cahorsijnen, tenzij ze handel wilden drijven sine prestatione et usura ("zonder rente of woeker"). Aleidis weifelde hoe ze aan deze wens gevolg kon geven zonder zich in een lastig parket te brengen. Ze besloot om de grote dominicaanse intellectueel te raadplegen. Aquino antwoordde haar met het werk De regimine judaeorum. Daarin adviseerde hij hare Excellentia om de joden met mate te belasten en om ze te verplichten tot het dragen van herkenningstekenen.
Aleidis stierf op 40-jarige leeftijd. Haar hart kreeg een rustplaats in de Sint-Annapriorij, maar voor het overige werd ze begraven in de Leuvense Predikherenkerk. Haar gebeeldhouwde hoofd, afkomstig van de ontmantelde graftombe, wordt bewaard in het M - Museum Leuven.

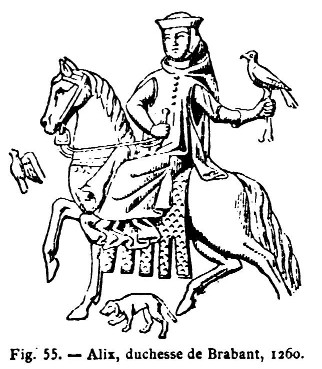
Jachtzegel van Aleidis
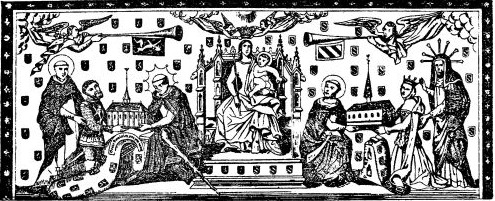
Aleidis (rechts knielend) op een muurschildering in de Predikherenkerk
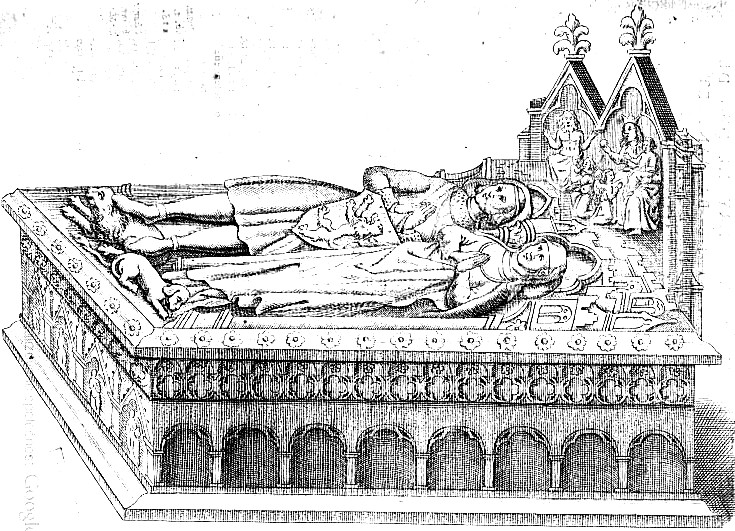
Graftombe van Hendrik en Aleidis (ca. 1276, later ontmanteld)

## Voorouders
| Voorouders van Aleidis van Bourgondië (1233-1273) | Voorouders van Aleidis van Bourgondië (1233-1273)                               | Voorouders van Aleidis van Bourgondië (1233-1273)                        | Voorouders van Aleidis van Bourgondië (1233-1273)                                    | Voorouders van Aleidis van Bourgondië (1233-1273)                                    |
| ------------------------------------------------- | ------------------------------------------------------------------------------- | ------------------------------------------------------------------------ | ------------------------------------------------------------------------------------ | ------------------------------------------------------------------------------------ |
| Overgrootouders                                   | Hugo III van Bourgondië (1148-1192) ∞ 1165 Adelheid van Lotharingen (1145-1200) | Hugo van Vergy (-) ∞ ? (-)                                               | Robrecht II van Dreux (1154-1218) ∞ Yolande van Coucy (1164-1222)                    | Thomas van Saint-Valery (-) ∞ ? (-)                                                  |
| Grootouders                                       | Odo III van Bourgondië (1166-1218) ∞ 1199 Adelheid van Vergy (1182-1252)        | Odo III van Bourgondië (1166-1218) ∞ 1199 Adelheid van Vergy (1182-1252) | Robrecht III van Dreux (1185-1234) ∞ Eleonora van Saint-Valery-sur-Somme (1192-1250) | Robrecht III van Dreux (1185-1234) ∞ Eleonora van Saint-Valery-sur-Somme (1192-1250) |
| Ouders                                            | Hugo IV van Bourgondië (1212-1272) ∞ 1199 Yolande van Dreux (1212-1248)         | Hugo IV van Bourgondië (1212-1272) ∞ 1199 Yolande van Dreux (1212-1248)  | Hugo IV van Bourgondië (1212-1272) ∞ 1199 Yolande van Dreux (1212-1248)              | Hugo IV van Bourgondië (1212-1272) ∞ 1199 Yolande van Dreux (1212-1248)              |

- Gemeinsame Normdatei: 1028895240
- Virtual International Authority File: 282325069